# Dicerca divaricata
Dicerca divaricata es una especie de escarabajo del género Dicerca, familia Buprestidae. Fue descrita científicamente por Thomas Say en 1823.
Mide de 15 a 21 milímetros (0,59 a 0,87 pulgadas) de largo. La especie es conocida por alimentarse de varios arces como Acer saccharum y Acer rubrum, así como de las especies Ulmus americana y Cercis. La especie vuela en mayo y junio.

## Distribución geográfica
Habita en América del Norte.